# 宝田橋
宝田橋（たからだばし）は東京都千代田区にある日本橋川に架かる橋である。1車線の車道の両脇に歩道があり、車両は右岸の九段南一丁目から左岸の神田神保町三丁目への一方通行である。上空は首都高速の高架橋に覆われている。本橋近くには千代田区役所がある。

## 歴史
初代の橋が架けられたのは1929年（昭和4年）10月で、震災復興事業の一環であったが耐震・耐火性に劣る木造橋であった。橋名は、かつてこの付近にあった宝田村から採られている。現在の橋は1968年12月に架けられた単径間の鋼箱桁橋であるが、皇居周辺の橋に比べ簡素なデザインとなっている。

## 隣の橋
- 日本橋川

（上流） - 俎橋 - 宝田橋 - 雉子橋 - （下流）